# てれび博物館 それってホント!?
『てれび博物館』（てれびはくぶつかん）およびその後継番組『てれび博物館 それってホント!?』（てれびはくぶつかん それってホント）は、東海テレビほか一部のフジテレビ系列局や独立UHF放送局などで放送されていた東海テレビ製作の教養番組である。製作局の東海テレビでは1978年3月5日から2006年3月19日まで放送。

## 概要

### てれび博物館
身近にある科学をテーマにした番組で、光触媒の化学反応や時速155キロの硬球の威力、無重量状態の再現、高柳健次郎が作った世界初のテレビ受像機の復元などを毎回のテーマに取り上げていた。
司会は、放送開始から長らく俳優の川津祐介が務めていた。川津司会期には、毎年夏になると「サイエンスキャラバン」という夏休みに入った子供たちを念頭に置いた大型企画を実施していた。川津が放送第1075回目の2001年3月25日放送分をもって番組を勇退した後は、タレントの大桃美代子が司会を務めるようになった。
製作局の東海テレビでは28年間にわたって放送され続け、日本国内の全テレビ局が製作・放送する科学番組の中では最長寿を誇っていた。あくまで純粋な意味での科学に拘るその制作姿勢で数々の賞を受賞しており、日本科学技術振興財団主催の第41回科学技術映像祭（2000年）では科学技術庁長官賞を、第42回科学技術映像祭（2001年）では文部科学大臣賞を受賞している。神奈川県横浜市にある放送ライブラリーには、この番組の記録映像が3本保存されている。

### てれび博物館 それってホント!?
大桃司会期に入ってから1年後の2002年4月21日、番組は『てれび博物館 それってホント!?』と題してリニューアル。同時にサブ司会に春風亭昇太を迎えて2人体制へと移行し、それまでは特に深く触れていなかった「食」と「健康」もテーマに取り上げるようになった。その結果、純粋な意味での科学の領域がテーマに上ることは少なくなり、むしろ生活情報番組や料理番組の様相を呈していった。また、改題前までは全編ロケで、取材は司会陣自らが行っていたが、改題後は彼らとは別のリポーター勢が取材を代行するようになり、司会陣が出演するのはスタジオパートのみとなった。
改題から4年後の2006年3月19日に番組は終了。番組の跡地では、それまで直前枠にて放送されていた『おでかけ!パレット』が放送されるようになった。

## 出演者

### 司会
- 川津祐介 - 初代司会者。1978年3月から2001年3月まで出演。1995年に心臓左心室壊死を患った際には手術・療養のため一時降板した期間がある。その手術の模様は本番組でも取り上げられた。
- 大桃美代子 - 2代目司会者。2001年4月から2006年3月まで出演。
- 春風亭昇太 - 大桃とともに司会を担当。2002年4月から2006年3月まで出演。

### アシスタント
- 中野珠子 - 川津司会期のアシスタント。1989年から2001年3月まで出演。
- 知嶋大貴 - 大桃司会期のアシスタント。2001年4月から2002年3月まで出演。かつて存在していた番組公式サイトの記述によれば、知嶋は7代目アシスタントとのことである。

### リポーター
- 森脇健児
- 内山信二
- 神田山陽
- 森三中
- クワバタオハラ
- 島田珠代
- 江戸むらさき
- 森野熊八
- 清水宏
- ほか

### ナレーター
- 渡辺由実 - 『てれび博物館』時代の担当者。
- 庄野俊哉（東海テレビアナウンサー） - 『それってホント!?』改題以降の担当者。

## スタッフ
- 構成 - 今林芳木、本間晴三、内田裕士、市川幸宏、高橋真裕美、浅野範子
- ディレクター - 海野仁志、小林星河、伊藤誠、谷岡奈留美、尾形和義、堀井穂高ほか
- プロデューサー（てれび博物館） - 田代友昭、杉田朗
- プロデューサー（てれび博物館 それってホント!?） - 竹下喜六、川瀬隆司
- 技術 - 青沼康輝、林功治ほか
- 制作協力 - 東海テレビプロダクション、テレビキッズオフィス、ゼブラゾーンほか

## ネット局
『てれび博物館』時代の番組公式サイトで放送事実が公表されていた局と、明確な放送時期ならびに放送日時が判明している局のみを記載する。
| 放送対象地域   | 放送局         | 系列           | 放送日時 | 備考                                                                     |
| -------------- | -------------- | -------------- | --- | ------------------------------------------------------------------------ |
| 中京広域圏     | 東海テレビ     | フジテレビ系列 | 日曜 11:00 - 11:30 （1978年3月） 日曜 10:00 - 10:30 （1978年4月 - 2002年3月） 日曜 09:30 - 10:00 （2002年4月 - 2006年3月） | 製作局                                                                   |
| 北海道         | 北海道文化放送 | フジテレビ系列 | 日曜 05:45 - 06:15 （てれび博物館時代）                                                                                    |                                                                          |
| 富山県         | 富山テレビ     | フジテレビ系列 | 金曜 11:00 - 11:30（てれび博物館時代）                                                                                     | 1986年10月3日から11月28日まで放送。後番組は『パネルクイズ アタック25』。 |
| 石川県         | 石川テレビ     | フジテレビ系列 | 日曜 6:45 - 7:15（てれび博物館時代）                                                                                       | 1984年4月1日から放送。                                                   |
| 福井県         | 福井テレビ     | フジテレビ系列 | 土曜 6:30 - 7:00（てれび博物館時代）                                                                                       | 1989年12月30日時点。                                                     |
| 長野県         | 長野放送       | フジテレビ系列 | 日曜 10:00 - 10:30 （てれび博物館時代）                                                                                    |                                                                          |
| 静岡県         | テレビ静岡     | フジテレビ系列 | 日曜 05:15 - 05:45 （てれび博物館時代）                                                                                    |                                                                          |
| 近畿広域圏     | 関西テレビ     | フジテレビ系列 | 日曜 06:00 - 06:30 （てれび博物館時代）                                                                                    | 月末週には放送を休止                                                     |
| 岡山県・香川県 | テレビせとうち | テレビ東京系列 | 金曜 08:05 - 08:35 （2007年5月 - 2007年11月）                                                                              |                                                                          |
| 三重県         | 三重テレビ     | 独立UHF放送局  | 日曜 01:30 - 02:00 （てれび博物館時代）                                                                                    | 土曜深夜                                                                 |
| 千葉県         | 千葉テレビ     | 独立UHF放送局  | 火曜 10:00 - 10:30 （2007年8月 - 2008年3月）                                                                               |                                                                          |
| 兵庫県         | サンテレビ     | 独立UHF放送局  | 土曜 07:30 - 08:00 （2008年10月 - 2009年3月）                                                                              |                                                                          |

## 提供
製作局の東海テレビでは、殆どの期間において中部電力の一社提供で放送されていた。また、中部電力の営業圏内にある長野放送やテレビ静岡でも同様に同社の一社提供で放送されていたが、2005年4月以降は中部電力を含めた複数社提供（パーティシペーションの場合もあり）へと移行した。

## 備考
- この番組は、『てれび博物館』時代から放送番組センターの配給番組として日本各地の地方局で系列を問わずに放送された。川津裕介が司会を務めていた時代の回は、『川津裕介のおもしろサイエンス』とタイトルを変えて配給されていた。『それってホント!?』への改題以降の回は、番組表上では『おもしろサイエンス それってホント!?』と表記されていたが、実際の放送では『てれび博物館 それってホント!?』のままだった（大桃が単独で進行していた時代の回の対応については不明）。
- オープニングは時代によってピクチャーテロップだったりアニメへの実写合成だったりCGだったりといろいろであったが、大半の時代で提供クレジットも同じテイストで続いていた。CG時代は「ネット局ではCG表示だったが、製作局である東海テレビではブルーバックで表示されるという逆転現象が見られた」という時期もある。
- 80年代から90年代にかけてフジテレビでも日曜早朝に放送され、その大半の時代においては本番組に続けてフジテレビ制作の「テレビ美術館」が放送されていた。しかし90年代後半に打ち切られた。
- 東海テレビでは、10時スタートになった後フジテレビで「笑っていいとも!増刊号」がスタートしてからも放送時間が据え置かれたため、増刊号は1週遅れの放送となり、その最初期においては関西テレビ向けの11:25飛び降りポイントを使って放送を終了し11:55からの『東海テレニュース』（産経テレニュースFNN）につないでいた。80年代末期から90年代はニュースを挟んだ2部構成となり、12時から『笑っていいとも!増刊号・第2部』として残りの25分間を放送していた時期もあった。しかし当番組が9:30スタートになって以降、増刊号はようやくフジテレビと同時ネットになった。